# 赫爾默傑爾鄉

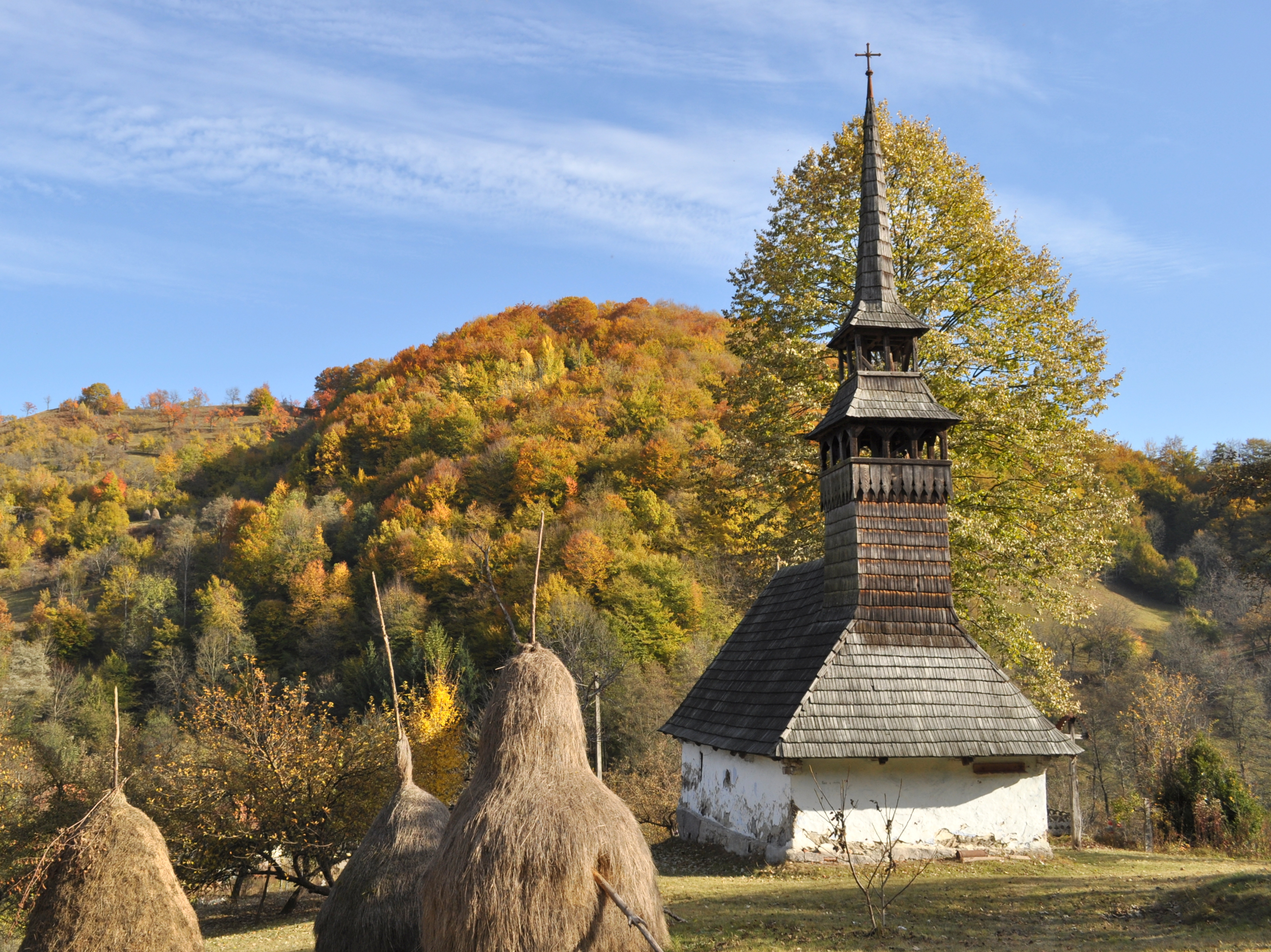

46°16′N 22°37′E / 46.267°N 22.617°E
赫爾默傑爾鄉（羅馬尼亞語：Comuna Hălmăgel, Arad），是羅馬尼亞的鄉份，位於該國西部，由阿拉德縣負責管轄，面積76平方公里，海拔高度338米，2011年人口1,305，人口密度每平方公里22人。